# Desa Triharjo (administrativ by i Indonesien, Yogyakarta, lat -7,88, long 110,14)
Desa Triharjo är en administrativ by i Indonesien.   Den ligger i provinsen Yogyakarta, i den västra delen av landet, 400 km sydost om huvudstaden Jakarta.